# ATP Световен Тур
ATP World Tour (за периода 1990 – 2008 ATP Tour), наричано накратко АТП Тур, с официално наименование Тур на Асоциацията на професионалните тенисисти (на англ. Association of Tennis Professionals Tour), е поредица от турнири за професионални тенисисти, организирани всяка година от Асоциацията на професионалните тенисисти.

## Класификация до 2008 година
Турнирите от ATP Тур са разделени в четири различни категории. Най-важната от тях включва само годишния турнир Тенис Мастърс Къп.
Останалите са както следва:
- Турнири от сериите Мастърс (Masters Series Tournaments) – 9
- Турнири от Международната златна серия (International Series Gold Tournaments) – 9
- Турнири от Международната серия (International Series Tournaments) – 44

## Класификация от 2009 година
- Мастърс Къп или „Финали (финален турнир) на световния тур на АТП“ (ATP World Tour Finals). От 2017 г. финалния турнир се нарича Финали на Асоциацията на професионалните тенисисти – АТП (англ. ATP Finals)
- Турнири от сериите Мастърс (ATP World Tour Masters 1000) – 9
- Турнири от сериите 500 (ATP World Tour 500) – 13
- Турнири от сериите 250 (ATP World Tour 250) – 39

Освен турнирите от ATP Световен Тур, точки за световната ранглиста на Асоциацията на професионалните тенисисти – АТР носят още:
- Турнирите от Големия шлем
- Турнирите от сериите Чалънджър, организирани от Асоциацията на професионалните тенисисти.
- Турнирите от сериите Фючърс, организирани от Международната тенис федерация.